# ستاره داوود سرخ
ستاره داوود سرخ (به انگلیسی: Magen David Adom (MDA))، نام سرویس ملی اورژانس پیش‌بیمارستانی کشور اسرائیل است که شامل طب اورژانس، خدمات بانک خون و آمبولانس می‌باشد و توسط مراجع بین‌المللی برای فعالیت در اسرائیل به رسمیت شناخته می‌شود. معنای لغوی نام "سپر سرخ داوود" است اما این نماد به طور مکرر در بسیاری از زبان‌ها "ستاره سرخ داوود" نامیده می‌شود. از ژوئن ۲۰۰۶، مگن دیوید آدوم (Magen David Adom) به طور رسمی توسط کمیته بین‌المللی صلیب سرخ (ICRC) به عنوان جامعه ملی کمک‌رسانی دولت اسرائیل تحت کنوانسیون‌های ژنو شناخته شده است و همچنین عضو فدراسیون بین‌المللی صلیب سرخ و هلال احمر است. مگن دیوید آدوم شماره تلفن اضطراری پزشکی اختصاصی در اسرائیل به شماره ۱۰۱ دارد. مگن دیوید آدوم می‌تواند در زمان‌های جنگ به عنوان یک بازوی کمکی ارتش دفاعی اسرائیل عمل کند. در سال ۲۰۲۲، مگن دیوید آدوم به صورت آکادمیک با دانشگاه بن‌ گوریون در نگب مرتبط شد.  پس از حملات ۷ اکتبر به اسرائیل، صلیب سرخ آمریکایی به مگن دیوید آدوم جایزه خدمات انسانی بین‌المللی را اعطا کرد و اعلام کرد که این سازمان "ارزش‌های انسانی کرامت، احترام و همدردی" را نمایانگر و الهام‌بخش است.
ستاره داوود سرخ به معنای سپر سرخ داوود نیز می‌باشد.
این علامت را می‌توان بر روی پرچم کنونی اسرائیل و به عنوان نماد این سازمان خدمات اورژانسی، مشاهده کرد. از ژوئن ۲۰۰۶، این سازمان به‌طور رسمی توسط کمیته بین‌المللی صلیب سرخ به عنوان سازمانی ملی جهت کمک‌رسانی، تحت کنوانسیون ژنو و عضو فدراسیون بین‌المللی صلیب سرخ و هلال احمر قرار گرفته‌است.

## تاریخچه
کشور تازه تأسیس اسرائیل به دلیل هویت یهودی از به‌کارگیری صلیب سرخ مسیحی و هلال احمر اسلامی خودداری نمود و یک انجمن پزشکی و امدادی بر مبنای هویت یهودی بنیان نمود. ستاره داوود سرخ توسط پرستار داوطلب، کارن تنن‌بام در سال۱۹۳۰ با تنها شعبه موجود در تل آویو تأسیس گردید. پنج سال پس از افتتاح شاخه‌های دیگر از این سازمان در حیفا و اورشلیم، در سراسر اسرائیل این شعبه‌ها تأسیس شد که نه تنها به یهودیان، بلکه به اعراب نیز خدمات پزشکی ارائه می‌کرد.
سازمان مگن دیوید آدوم توسط پرستار دکتر مشولام لوونتین در سال ۱۹۳۰ به عنوان یک انجمن داوطلبانه با یک شعبه در تل‌آویو تشکیل شد. پس از افتتاح شعب در اورشلیم و حیفا، این سازمان پنج سال بعد به صورت سراسری گسترش یافت و به عموم مردم از جمله یهودیان و همچنین عرب‌ها (مسلمانان، دروزی‌ها و مسیحیان) خدمات پزشکی ارائه کرد. در تاریخ ۱۲ ژوئیه ۱۹۵۰، کنست قانونی را تصویب کرد که وضعیت رسمی مگن دیوید آدوم را به عنوان سرویس اضطراری ملی اسرائیل اعطا کرد. اهداف مگن دیوید آدوم شامل حفظ خدمات کمک‌های اولیه؛ نگهداری ذخایر خون، پلاسما و محصولات جانبی آن‌ها؛ آموزش در زمینه کمک‌های اولیه و پزشکی اضطراری پیش‌از-بیمارستانی؛ اجرای برنامه داوطلبانه‌ای که در آن داوطلبان در زمینه کمک‌های اولیه، پشتیبانی زندگی پایه و پیشرفته شامل واحدهای مراقبت‌های ویژه سیار آموزش می‌بینند؛ حمل و نقل بیماران، زنان زائو و تخلیه مجروحان و کشته‌شدگان حوادث جاده‌ای؛ حمل و نقل پزشکان، پرستاران و نیروهای کمکی پزشکی است. در اواخر دهه ۱۹۶۰، این سازمان به دلیل تلاش‌های دکتر نانسی کارولین، پروتکل‌های درمان سریع تراما و حمل و نقل را دوباره تمرکز داد. کار دکتر کارولین در مگن دیوید آدوم بر اساس مطالعاتی بود که او با دکتر پیتر سفار و گروه پزشکی آزادی پیتسبورگ انجام داده بود.

### داوطلبان
مگن دیوید آدوم عمدتاً توسط داوطلبان اداره می‌شود و بیش از ۲۶,۰۰۰ نفر به عنوان داوطلب فعالیت می‌کنند و بیش از یک میلیون ساعت کاری ترکیبی در سال ارائه می‌دهند. حداقل سن برای پیوستن به دوره‌های پایه کمک‌های اولیه مگن دیوید آدوم و تبدیل شدن به یک داوطلب، ۱۵ سال است.
از سال ۲۰۰۱، داوطلبان بین‌المللی با سن ۱۸ سال و بالاتر این امکان را دارند که به اسرائیل بیایند و در برنامه بین‌المللی مگن دیوید آدوم که دو ماه به طول می‌انجامد شرکت کنند. این برنامه در ابتدا به نام بنیان‌گذار و هماهنگ‌کننده اول آن، یوخای پورات، که در تاریخ ۳ مارس ۲۰۰۲ توسط یک تک‌تیرانداز کشته شد، نام‌گذاری شده بود. او در حال خدمت به عنوان پزشک رزمی در ارتش دفاعی اسرائیل، در وظیفه رزرو بود. تمام داوطلبان یک دوره ۶۰ ساعته را می‌گذرانند که شامل موضوعات مختلفی از وضعیت‌های پزشکی رایج و شرایط تروما تا حوادث تلفات انبوه می‌شود. افرادی که دوره را با موفقیت به پایان می‌رسانند، به سراسر کشور اعزام می‌شوند و با داوطلبان محلی در آمبولانس‌ها همکاری کرده و خدمات اولیه پزشکی را در آمبولانس‌های معمولی و آمبولانس‌های مراقبت‌های ویژه سیار ارائه می‌دهند.
بازدیدکنندگان اسرائیل همچنین می‌توانند از طریق برنامه "به اشتراک‌گذاری برای زندگی" خون اهدا کنند. از زمان تأسیس این برنامه در سال ۲۰۰۱، تعداد بیشتری از افراد خون اهدا کرده‌اند، معمولاً از طریق گروه‌هایی مانند ماموریت‌های همبستگی مسیحی یا مراسم بار-بت میتصوای خانوادگی، به ویژه در زمان‌های سنتی زیارتی مانند عید پسح(فطر) و عید پاک مسیحیها.

### در حال حاضر
با وجود اینکه مگن دیوید آدوم در حال حاضر حدود ۴,۰۰۰ تکنسین پزشکی اضطراری (EMT)، پرستار و پزشک اضطراری دارد، همچنان به شدت لزوم به بیش از ۲۶,۰۰۰ داوطلبی که در نقش‌های عملیاتی و اداری خدمت می‌کنند دارد. دفتر مرکزی مگن دیوید آدوم و بانک خون آن در مجموعه تل هشومر در مرکز کشور واقع شده است. این سازمان ۱۸۹ ایستگاه در سراسر کشور را اداره می‌کند و دارای ناوگانی شامل بیش از ۲,۰۰۰ آمبولانس در سطح ملی است. در میان آن‌ها واحدهای مراقبت‌های ویژه سیار (MICU)، آمبولانس‌های ویژه مجهز به تجهیزات برای حوادث تلفات انبوه و آمبولانس‌های زرهی وجود دارد. بیشتر ناوگان از ون‌های معمولی که خدمات پشتیبانی زندگی پایه را ارائه می‌دهند، تشکیل شده است. این آمبولانس‌ها به دلیل ظاهر خارجی‌شان و برای تفکیک از MICU، که نوارهای نارنجی رنگ بر کناره‌ها دارند، "لاوان" نامیده می‌شوند (که در عبری به معنی "سفید" است). این آمبولانس‌ها توسط EMT‌هایی که معمولاً رده‌های معادل با EMT‌های پایه و میانه در ایالات متحده دارند، اداره می‌شوند. در اسرائیل، به آن‌ها "م.ع.ر" (پاسخ‌دهندگان اولیه)، "م. ع.ر. بخیر" (پاسخ‌دهنده اولیه تایید شده بالای ۱۸ سال، با آموزش‌های اضافی)، "خووش" (EMT-B) و "خووش باحیر" (EMT-I) گفته می‌شود. رانندگان آمبولانس‌ها EMT یا بالاتر هستند و گواهینامه رانندگی برای وسایل نقلیه اضطراری دارند. MICUها که مشابه واحدهای نوع II در ایالات متحده هستند و توسط پرستاران و پزشکان اداره می‌شوند، تنها به موارد پزشکی بسیار جدی پاسخ می‌دهند. آن‌ها "نتان" نامیده می‌شوند (اگر پزشک در آن‌ها حضور داشته باشد) یا "اتان" (اگر فقط توسط پرستاران و EMT‌ها پر شده باشد). ایستگاه‌های بزرگ شامل واحدهای ویژه‌ای (به نام "تاران") برای پاسخ به حوادث تلفات انبوه مانند بلایای طبیعی یا حملات تروریستی هستند.
در برخی موارد، خدمات آمبولانس هوایی توسط واحد ۶۶۹ نیروی هوایی اسرائیل با هلی‌کوپترهای MEDEVAC ارائه می‌شود. با این حال، در سال ۲۰۰۸، مگن دیوید آدوم شروع به ارائه پرستاران برای سه هلی‌کوپتر EMS MBB Bo 105 کرد که از آلمان توسط شرکت Lahak Aviation Ltd. وارد شده بودند. این سه هلی‌کوپتر (از چهار هلی‌کوپتر وارد شده توسط Lahak) توسط شرکت عملیاتی Lahak Aviation، Shapirit Air Services Ltd، به عنوان هلی‌کوپترهای آمبولانس اداره می‌شوند. تلاش‌های قبلی مگن دیوید آدوم برای ادغام خدمات هلی‌کوپتر مستقل در دهه ۱۹۷۰ به دلیل هزینه‌های بالا موفقیت‌آمیز نبود.
به‌خاطر نقش خاص خود به‌عنوان جامعه ملی کمک‌رسانی بر اساس کنوانسیون‌های ژنو، مگن دیوید آدام در میان خدمات پزشکی اضطراری غیرنظامی منحصر به‌فرد است و می‌تواند در زمان‌های جنگ به بازوی کمکی ارتش دفاعی اسرائیل تبدیل شود.
آمبولانس‌های مگن دیوید آدوم که از خدمت خارج شده‌اند، به تعدادی از کیبوتزها، دهات ها، کارخانه‌ها و جوامع در هر دو سمت خط سبز اهدا شده‌اند. کارکنان این خودروهای نجات‌بخش آموزش دیده و توسط مگن دیوید آدوم تایید شده‌اند.